# مشروع أعمال سكونك

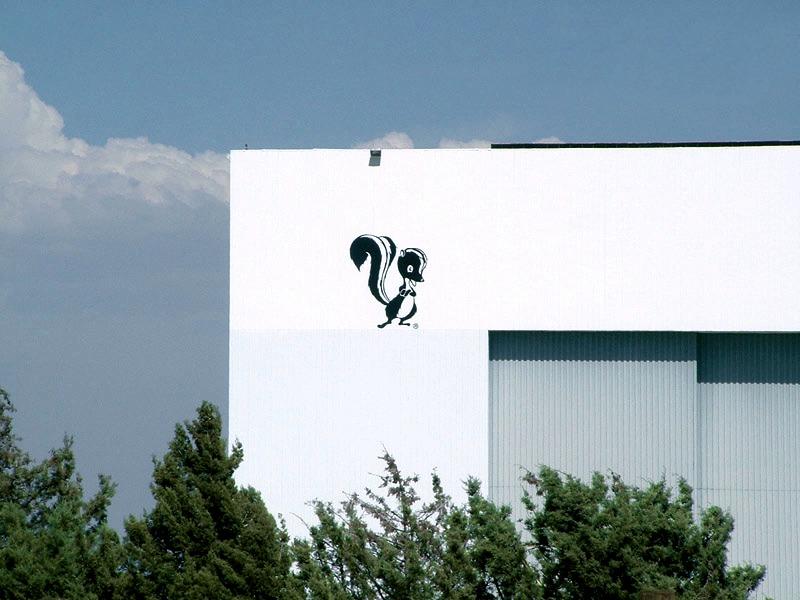
حظيرة Lockheed Martin Skunk Works في بالمديل بولاية كاليفورنيا

مشروع أعمال سكونك هو مشروع تم تطويره من قبل مجموعة صغيره نسبيا وبسيطة التنظيم من الأشخاص الذين يبحثون ويطورون مشروعا بشكل أساسي من اجل الابتكار الجذري 
نشأ هذا المصطلح مع مشروع لوكهيد في الحرب العالمية الثانية أعمال سكونك.

## التعريف
عرّف إيفريت روجرز أعمال سكونك كبيئة غنية تهدف إلى مساعدة مجموعة صغيرة من الأفراد على تصميم فكرة جديدة من خلال الهروب من الإجراءات التنظيمية الروتينية.
تم إنشاء المصطلح خلال الحرب العالمية الثانية عندما تم تصميم P-80 Shooting Star من قبل قسم مشاريع التطوير المتقدم في شركة لوكهيد في بربانك، كاليفورنيا، في ظروف مماثلة.تم إنشاء حاضنة تحت حراسة مشددة في خيمة سيرك بجوار مصنع للبلاستيك في بربانك، ولقد اندلعت روائح قوية في الخيمة جعلت عمال شركة لوكهيد للبحث والتطوير يفكرون في مصنع "Skonk Works" ذي الرائحة الكريهة في شريط Al'app's Li'l Abner الهزلي.
منذ نشأتها مع Skunk Works ، تم تعميم المصطلح للتطبيق على مشاريع البحث والتطوير ذات الأولوية العالية المماثلة في المنظمات الكبيرة الأخرى التي تتميز بفريق النخبة الصغير الذي تم إزالته من بيئة العمل العادية ومنحه الحرية من قيود الإدارة.
يشير المصطلح عادةً إلى مشاريع التكنولوجيا التي تم تطويرها كائنها سرية، مثل مختبر قوقل اكس. ومن الأعمال المشهورة الأخرى لي skunkworks كان بحث مايكروسوفت وكان هناك فرق خاصة في شركة بوينغ، ومختبر من حوالي 50 شخصا ً أنشأه ستيف جوبز لتطوير جهاز كمبيوتر ماكنتوش، الذي يقع خلف مطعم الأرض الجيدة في كوبرتينو.

## تتطور الفكرة
تشير مجلة The Economist إلى أن التوقعات الخاصة بالمنتجات التي طورتها أعمال skunkworks قد تغيرت في القرن الحادي والعشرين من «شيء يجعل منافسيهم يقولون» واو «إلى» شيء يجعل عملاء منافسيهم يقولون«واو». فبدلاً من عزل الأعمال سكونك، تميل الشركات الآن إلى تعزيز التواصل بينها وبين أقسام التسويق والتصميم والمحاسبة.